# Штурм Відня
Штурм Відня є однією з останніх радянських операцій у часі нацистсько-радянської війни; є складовою частиною Віденської операції. Під час штурму 5—13 квітня 1945 року радянські війська оволоділи столицею Австрії, звільнивши її від нацистських військ.

## Передуючі обставини
Відень обороняли частини групи армій «Південь» (командував генерал Отто Велер, з 7 квітня — Лотар Рендуліч), частина групи армій «Ф» (генерал-фельдмаршал Максиміліан фон Вайкс) — з 25 березня — група армій «E» (генерал Александер Лер) — 8 танкових та 1 піхотна дивізія й до 15 окремих піхотних батальйонів і батальйонів фольксштурму. Нацистське керівництво завчасно готується до штурму, на підступах до міста та в самому Відні були споруджені чисельні оборонні споруди. На напрямах, де був можливий танковий прорив, по зовнішньому периметру відриті протитанкові рови та встановлені протипіхотні й протитанкові загородження та перепони; вулиці були перекриті барикадами та завалами. Нацистське керівництво намагалося перетворити Відень у неприступну фортецю; в багатьох будинках були обладнані вогневі точки. Одним з чинників такої потрібності було нафтове родовище поблизу Відня, про що 6 квітня зазначав Адольф Гітлер; саме місто було останньою перепоною на шляху до південної Німеччини, тому бої тут були такими запеклими. Окрім того, у нацистського керівництва були розрахунки зупинити радянські сили та протриматися у гірських лістистих частинах Австрії в надії заключити сепаратний мир з Великою Британією та США.
До захисту Відня був мобілізований увесь склад Віденської військової школи, з частин віденської поліції формуються 4 полки приблизно по 1500 осіб.
Згідно з рішенням Ставки ВГК штурм Відня мав здійснюватися підрозділами, що знаходилися на правому крилі Третього Українського фронту — 4-та, 6-та танкові та 9-та гвардійська армія (СРСР), 1-м гвардійським механізованим та 18-м танковим корпусами — і лівим крилом Другого Українського фронту (керував маршал Родіон Малиновський) — 46-та армія, 23-й танковий та 2-й гвардійський механізований корпус за допомогою 1-ї Болгарської армії (генерал Володимир Димитров Стойчев). З повітря забезпечували підтримку та прикриття 5-та та 17-та повітряні армії. Допоміжною силою при боях за Відень була Дунайська військова флотилія.
6 квітня Толбухін з метою зберегти історичні пам'ятки Відня та запобігти непотрібним жертвам звертається до городян із закликом не виходити з будинків та усілякими можливими способами заважати нацистам проводити руйнування, і допомагати радянським військам; деяка частина віденців відгукнулася на цей заклик.

## Бої за Відень
5 квітня починається радянська операція по зайняттю Відня, розвідка 9-ї гвардійської танкової армії знаходить брід через річку Швехат поблизу Ланцендорфа. Напружені бої зав'язалися при форсуванні річки Лізінг в віденському однойменному передмісті, на її березі був виставлений зенітний дивізіон, який використовувався як протитанковий. По північному березі річки було зосереджено до батальйону автоматників, 10 танків, 7 САУ, близько артилерійського дивізіону, міномети; окрім того, переправа прикривалася вогнем артилерії та мінометів з висот в південній частині Відня. Радянські бронечастини в бою захоплюють плацдарм на другому березі річки, після цього відкидають 5-ть німецьких атак, при цьому було підбито кілька радянських танків та загинуло чимало бійців. 38-й гвардійський стрілецький корпус за добу боїв просунувся вглиб німецької оборони на 16-18 кілометрів та практично вийшов до околиць Відня.
Вранці 6 квітня частини 4-ї та 9-ї гвардійських армій зі сходу та півдня починають штурм; в тому ж часі з'єднання 6-ї гвардійської танкової армії здійснюють обхід міста з західного боку — задля недопущення відходу нацистського угрупування в західному напрямі, тривали бої на Фаворітенштрассе. Танкові війська долали пересічений лісовий масив Віденського лісу та спротив німецьких військ і 7 квітня виходять до Дунаю, зайнявши віденську окраїну Пресбаум та відрізавши противнику шлях до відступу, радянськими силами місто було оточене з трьох сторін.
У районі міста Кайзереберсдорф — Сіммерінг танкісти лейтенанта Вахрушева знищили розрахунки зенітних гармат та 30 літаків на летовищі. 8 квітня тривали напружені бої в місті, німецькі сили зводили нові барикади, встановлювали міни та фугаси, на небезпечні ділянки перекидали гармати та міномети.
Протягом 9—10 квітня радянські сили з боями просуваються до центру міста, особливо запеклі бої тривали за єдиний непідірваний міст, що сполучав з другим берегом — Імперський міст (Райхсбрюке).
Проводячи зачистку одного міського кварталу за іншим, радянські війська розітнули нацистський гарнізон Відня на окремі групи та почали знищувати. До 10 квітня частини, що наступали з півдня та сходу, з'єднуються з підрозділами, котрі штурмували центр Відня. Після цього німецький гарнізон стає затисненим — з півдня та сходу — 4-ю армією, з південного заходу та заходу — 6-ю та 9-ю танковими арміями. Однак нацистські сили не складали зброї; у ніч на 11 квітня 4-та гвардійська армія починає штурм Дунайського каналу. У боях за міст особливо відмітився танкіст гвардії лейтенант Олександр Кудрявцев, котрий в тому бою загинув — посмертно йому присвоєне звання Героя СРСР. Старшина гвардії Павло Воронін був командиром танку M4 Sherman, його екіпаж підбив 10 танків противника, також вдостоєний звання Героя СРСР.
Частини Третього Українського фронту вели запеклі бої за кожний міський квартал та будинки, перетворені в добре укріплені пункти. Група розвідників під нацистським обстрілом розмінувала міст Рахйсбрюке — десант на Імперський міст; за цей вчинок всі вони були вдостоєні звання Героя СРСР.
13 квітня опір нацистських сил у Відні було подолано.

## Результати боїв, вшанування та втрати
Внаслідок штурму Відня місто було повністю зайняте радянськими військами, котрі підійшли на рубіж Санкт-Пельтена та зайняли оборонні рубежі південніше. Ліве крило Третього Українського фронту продовжило наступ в загальному наступі на Грац.
50 бойовим з'єднанням, що відзначилися в боях, було присвоєно почесні звання «Віденські». У серпні 1945 на площі Шварценбергплац встановлено пам'ятник полеглим радянським воякам.
Загальні втрати радянських сил при штурмі Відня склали 38661 вбитими, 129979 пораненими, було знищено радянських 760 гармат та мінометів, 614 бойових літаків, 600 танків та САУ, у Болгарської армії — вбитими 2698, пораненими 7107.
Німецькі та угорські сили втратили 130 000 полоненими, знищено та захоплено 2250 польових гармат, 1300 танків та САУ.